# Représentations diplomatiques en Guinée équatoriale

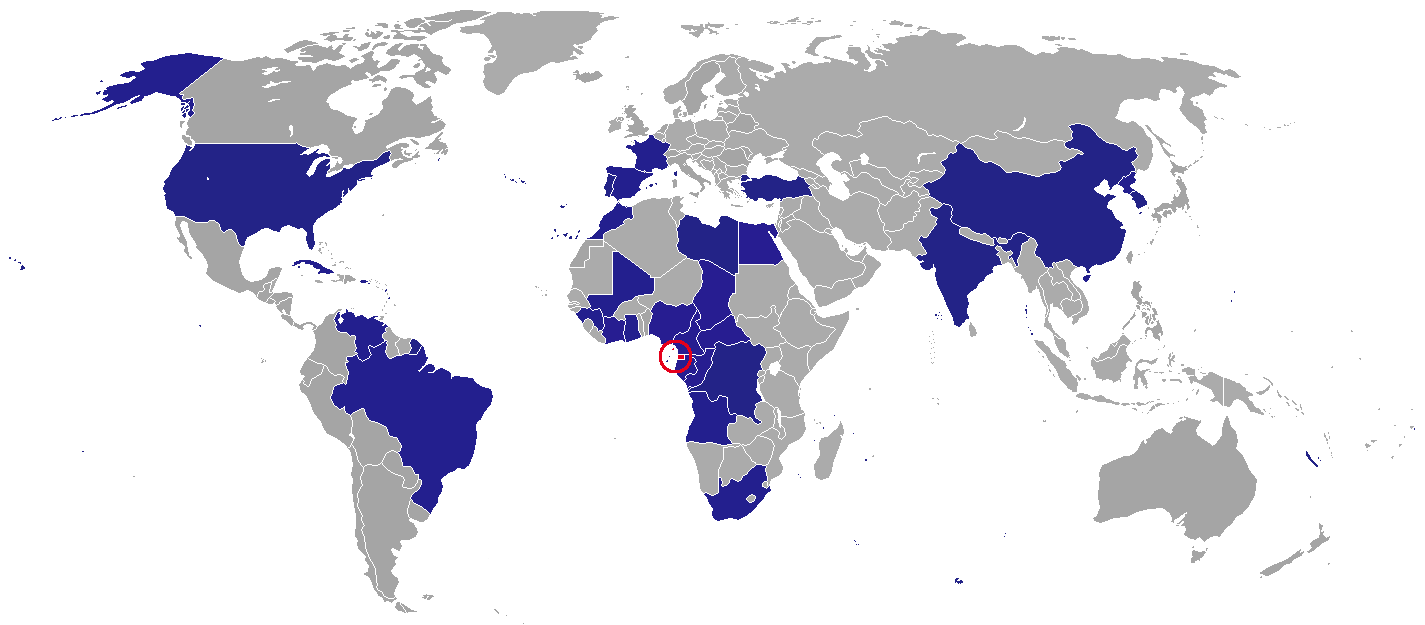
Représentations diplomatiques en Guinée équatoriale

Voici une liste des représentations diplomatiques en Guinée équatoriale. Il y a actuellement 30 ambassades à Malabo. Les consulats honoraires ne sont pas répertoriés ci-dessous.

## Ambassades à Malabo
| - Afrique du Sud - Allemagne - Angola - Bénin - Biélorussie - Brésil - Cameroun - Chine - Corée du Nord - Corée du Sud - Côte d'Ivoire - Cuba - Égypte - Espagne - États-Unis | - France - Gabon - Ghana - Guinée - Inde - Libye - Mali - Maroc - Nigeria - République centrafricaine - République du Congo - Sao Tomé-et-Principe - Tchad - Turquie - Venezuela |

### Consulats àBata
- Cameroun Consulat
- Chine Consulat général
- Espagne Consulat général
- Nigeria Consulat

### Consulat àMongomo
- Cameroun Consulat [1]

## Ambassades non résidentes
| - Argentine (Abuja) - Australie (Madrid) - Autriche (Abuja) - Belgique (Brazzaville) - Bulgarie (Abuja) - Canada (Yaoundé) - Croatie (Lisbonne) - Danemark (Pretoria) - Grèce (Abuja) - Guatemala (Londres) - Indonésie (Dakar) - Israël (Yaoundé) - Italie (Yaoundé) - Japon (Libreville) - Malawi (Addis-Abeba) - Mexique (Abuja) - Norvège (Luanda) | - Paraguay (Pretoria) - Pays-Bas (Yaoundé) - Pologne (Abuja) - Portugal (São Tomé) - Roumanie (Abuja) - Royaume-Uni (Yaoundé) - Russie (Yaoundé) - Sénégal (Libreville) - Serbie (New York) - Slovaquie (Abuja) - Suède (Kinshasa) - Suisse (Yaoundé) - Tunisie (Yaoundé) - Thaïlande (Abuja) - Ukraine (Madrid) - Vatican (Yaoundé) - Viêt Nam (Luanda) |